# Arthur Samuel Brown
Arthur Samuel Brown (Gainsborough, 6 aprile 1885 – 27 giugno 1944) è stato un calciatore inglese, di ruolo attaccante.

## Carriera
Fu capocannoniere della massima serie inglese nel 1905, quando militava nello Sheffield United.